# Гучошвили, Гавриил Александрович
Гавриил Александрович Гучошвили (1909 год, Сигнахский уезд, Тифлисская губерния, Российская империя — неизвестно, село Карданахи, Гурджаанский район, Грузинская ССР) — звеньевой виноградарского совхоза «Карданахи» Министерства пищевой промышленности СССР, Гурджаанский район, Грузинская ССР. Герой Социалистического Труда (1950).

## Биография
Родился в 1909 году в крестьянской семье в одном из сельских населённых пунктов Сигнахского уезда. С раннего возраста трудился в сельском хозяйстве. В послевоенное время возглавлял виноградарское звено в совхозе «Карданахи» Гурджаанского района.
В 1949 году звено под его руководством собрало в среднем с каждого гектара по 126 центнеров винограда на участке площадью 3 гектара. Указом Президиума Верховного Совета СССР от 5 сентября 1950 года удостоен звания Героя Социалистического Труда за «получение высоких урожаев винограда в 1949 году» с вручением ордена Ленина и золотой медали «Серп и Молот» (№ 5531).
Этим же указом званием Героя Социалистического Труда были удостоены бригадир Георгий Леванович Хелашвили и рабочий Степан Егорович Иванов.
За выдающиеся трудовые достижения по итогам работы 1950 года был награждён вторым Орденом Ленина.
После выхода на пенсию проживал в селе Карданахи Гурджаанского района. Дата смерти не установлена.
Награды
- Герой Социалистического Труда
- Орден Ленина — дважды (1950; 28.07.1951)